# Úterský potok
Úterský potok (lidově Uterák) je potok v Plzeňském kraji ústící do vodní nádrže Hracholusky. Délka toku činí 34,1 km. Plocha povodí měří 333,4 km².

## Průběh toku
Úterský potok pramení západně od Bezvěrova nedaleko místa, kde pramení také Manětínský potok. 

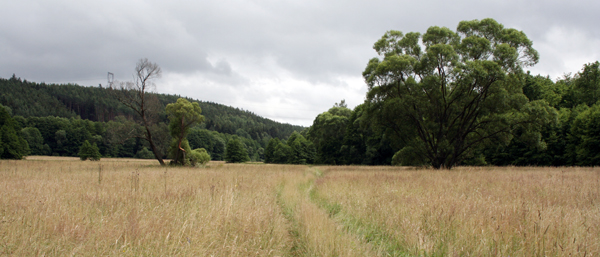
Údolí Úterského potoka ve stejnojmenném přírodním parku v okrese Tachov

Mezi Bezvěrovem a městem Úterý se do něj vlévá Bezděkovský potok, Telecí potok a Lomený potok. Ještě před ústím Telecího potoka stával Zuckerův mlýn a další mlýn, tzv. Jansův mlýn, se nacházel u ústí Lomeného potoka. Za obcí Úterý se nalézá další z bývalých mlýnů na tomto potoce, tzv. Reličkův mlýn. 

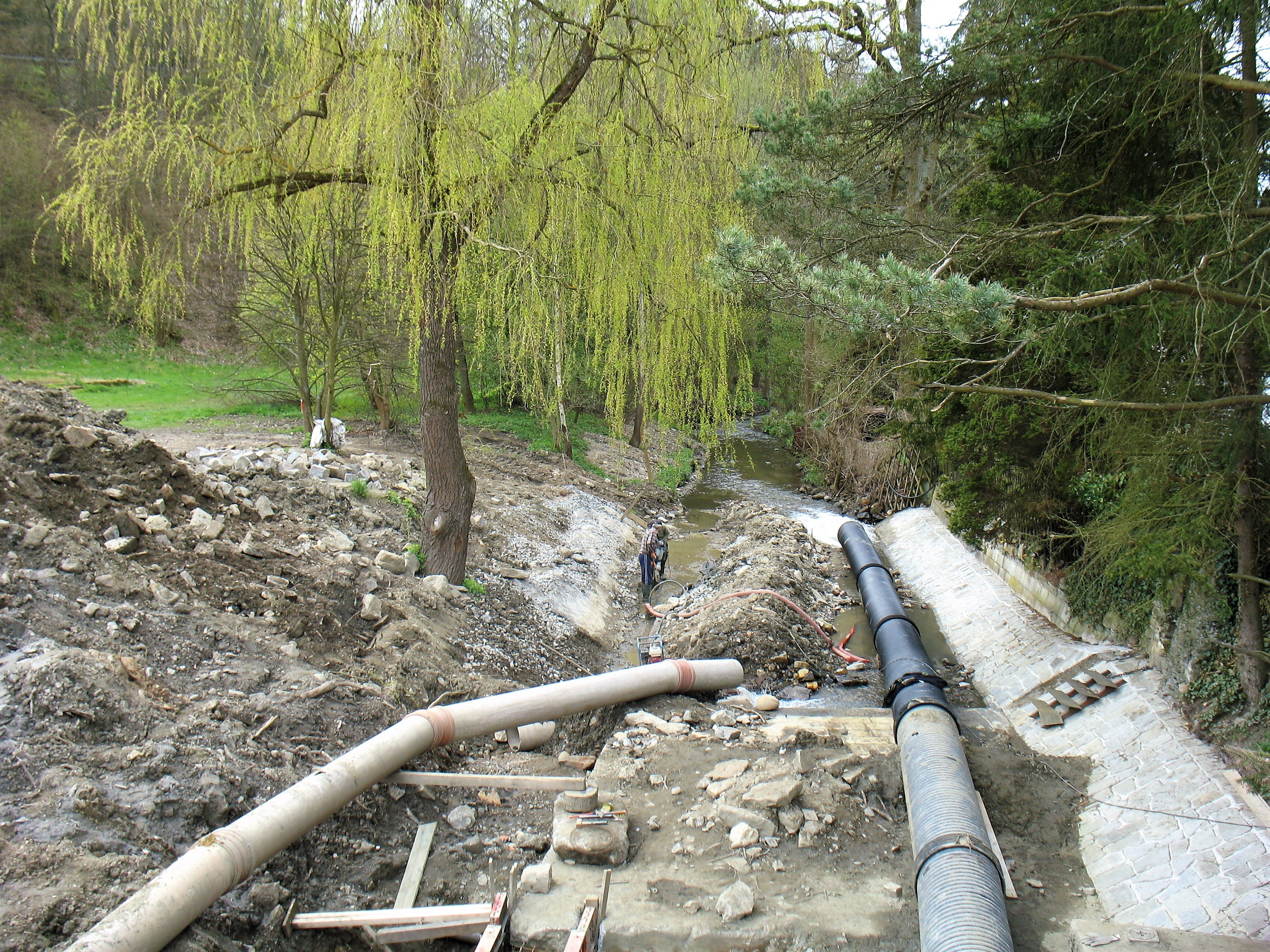
Rekonstrukce koryta Úterského potoka poblíž mostu v centru města Úterý (jaro 2023)

Nedaleko Bezdružic se do Úterského potoka vlévá Nezdický potok. Necelé 2 km po proudu potoka najdeme zbytky mlýna Barvírna, za ním se do toku vlévá nedaleko Potína Dolský potok. V této části údolí se nachází zbytky bývalého Žižkova mlýna, Falkenštejnský vodopád a dále po proudu ještě Starý mlýn pod kopcem se zříceninou Falkenštejn. Další potok, tzv. Blažimský potok se vlévá do potoka u tzv. Hlaváčkova mlýna pod vrchem Ostrov. Dalším přítokem je Hadovka u Šipína, kde se nachází další z mlýnů, tentokrát Dudákovský mlýn. Předposledním přítokem Úterského potoka je před Sviňomazským hrádkem Kozolupský potok.
Posledním přítokem, před tím než Úterský potok dosáhne vodní nádrž Hracholusky, je nedaleko Trpíst Křelovický potok.

### Větší přítoky
- levé – Lomený potok, Dolský potok, Blažimský potok, Křelovický potok
- pravé – Bezděkovský potok, Telecí potok, Nezdický potok, Hadovka, Kozolupský potok

## Vodní režim
Průměrný průtok u Trpíst na říčním kilometru 4,25 činí 1,15 m³/s. Stoletá voda zde dosahuje 95,5 m³/s.

## Mlýny
- Hargrův mlýn – Úterý, okres Plzeň-sever, kulturní památka

## Využití
Malebné údolí potoka je vyhledávaným místem pro pěší turistiku a dětské stanové tábory.

## Ochrana přírody
Dolní tok je součástí přírodního parku Úterský potok, který vyhlásil OkÚ Tachov v roce 1997 na území o rozloze 1 805 ha.